# R-437A
L'R-437A è un fluido refrigerante costituito da una miscela di: 
- R-134a al 78,5%
- R-218  al 19,5%
- R-600  al  1,4%
- R-601  al  0,6%

La sua molecola, particolarmente stabile, non inquina l'ambiente, in quanto non neutralizza le molecole di ozono. Per tale motivo va a sostituire alcuni tipi di freon.
Sostituisce l'R-12 (diclorodifluorometano) in:
- condizionatori d'aria per auto;
- piccole apparecchiature di refrigerazione a media temperatura (frigoriferi domestici, freezers, ecc.).

Sostituisce le miscele HCFC (c.s. R-410A, R-401B, R-409A) in impianti di refrigerazione ad espansione diretta. Utilizzabile anche per la sostituzione della miscela HFC R413A. 
Non richiede il cambio del lubrificante (compatibile con gli oli minerali e con i nuovi lubrificanti sintetici). Successivamente è possibile rabboccare il circuito senza svuotarlo. La capacità frigorifera e l'efficienza energetica del sistema è simile a quella dell'R-12. La temperatura di scarico del gas dal compressore è leggermente inferiore a quella dell'R-12.